# André Smets
André Smets (Luik, 5 juli 1943 – Aubel, 29 december 2019) was een Belgisch politicus van cdH.

## Levensloop
Smets was beroepshalve leraar en schooldirecteur.
In 1970 werd hij voor de toenmalige PSC verkozen tot gemeenteraadslid van Herve. Hij was hier van 1977 tot 1985 schepen en werd in 1985 burgemeester van de gemeente. Dit bleef hij tot eind 2010, toen hij de politiek verliet.
Smets zetelde van 1999 tot 2003 ook in de Kamer van volksvertegenwoordigers voor de kieskring Verviers. Hij hield zich hier voornamelijk bezig met verkeer, infrastructuur en overheidsbedrijven.